# Djibo
Djibo – miasto w północno-wschodniej części Burkiny Faso. Jest stolicą prowincji Soum.